# Ruch Prawniczy, Ekonomiczny i Socjologiczny
Ruch Prawniczy, Ekonomiczny i Socjologiczny – najstarsze ogólnopolskie czasopismo prawnicze w Polsce. Wydawane od 1921 roku. Aktualnie jest wydawane przez Uniwersytet im. Adama Mickiewicza w Poznaniu. 
Kwartalnik znajduje się w wykazie czasopism naukowych prowadzonym przez Ministra Edukacji i Nauki z przyznaną liczbą 100 punktów.

## Historia
Inicjatorem powstania pisma był prawnik ówczesnego Uniwersytetu Poznańskiego Antoni Peretiatkowicz, który kierował pismem przez osiemnaście lat. Pierwszy numer opublikowano z podtytułem: "Organ Wydziału Prawno-Ekonomicznego Uniwersytetu Poznańskiego, Towarzystwa Przyjaciół Nauk i Towarzystwa Prawniczego i Ekonomicznego”. Początkowo w latach 1921–1925 pismo nosiło nazwę „Ruch Prawniczy i Ekonomiczny”.  
Problematykę artykułów rozszerzono o socjologię w 1925 roku nadając pismu tytuł „'Ruch Prawniczy, Ekonomiczny i Socjologiczny”. Na łamach przedwojennego "Ruchu" publikowali m.in. Juliusz Makarewicz, Emil Stanisław Rappaport, Bohdan Wasiutyński, Fryderyk Zoll młodszy, Florian Znaniecki, a nawet (wtedy już były) prezydent Francji Raymond Poincaré. W roku wybuchu II wojny światowej ukazał się jeszcze zeszyt za trzeci kwartał roku. Pismo zawiesiło odtąd swoją działalność i zostało wznowione w 1958 roku. 
W 2006 obchodzony był jubileusz 85-lecia istnienia pisma w poznańskim Zamku Cesarskim.

## Redaktorzy naczelni
- Antoni Peretiatkowicz (1921–1939)
- Alfred Ohanowicz (1958–1981)
- Zbigniew Radwański (1982–1990)
- Zygmunt Ziembiński (1991–1996)
- Maciej Zieliński (1997–2003)
- Teresa Rabska (2003−2018)[3]
- Marek Smolak (od 2018)[4]